# Zgromadzenie Kurnet Szehwan
Zgromadzenie Kurnet Szehwan – libański ruch społeczno-polityczny utworzony w 2001 roku pod honorowym patronatem patriarchy Nasrallaha Piotra Sfeira, zrzeszający chrześcijańskich polityków, intelektualistów i przedsiębiorców przeciwnych ingerencji Syrii w wewnętrzne sprawy Libanu. Do zgromadzenia należeli przedstawiciele m.in. Sił Libańskich, Kataeb, Wolnego Ruchu Patriotycznego, Narodowej Partii Liberalnej, Libańskiego Bloku Narodowego, Ruchu Niepodległości, Demokratycznego Ruchu Lewicy i Demokratycznej Odnowy. Działacze Zgromadzenia Kurnet Szehwan aktywnie uczestniczyli w cedrowej rewolucji. Po odejściu wielu członków, a przede wszystkim zwolenników Michela Aouna ruch stracił na znaczeniu. W wyborach w 2005 roku do libańskiego parlamentu zostało wybranych 14 deputowanych z listy Kurnet Szehwan, większość zaś kandydatów przegrała z rywalami z Bloku Aouna. Zgromadzenie weszło w skład Sojuszu 14 Marca.